# Arenivaga mckittrickae
Arenivaga mckittrickae (лат.) — вид песчаных тараканов-черепашек рода Arenivaga из семейства Corydiidae (или Polyphagidae). Обнаружены в Северной Америке: штаты Аризона и Невада (США). Этот вид назван в честь Ф. А. Маккитрика (F.A. McKittrick), автора книги «Evolutionary Studies of Cockroaches» («Эволюционные исследования тараканов», 1964).

## Описание
Среднего размера тараканы овально-вытянутой формы: длина тела 16,9—19,8 мм; наибольшая ширина тела (GW) 7,4—9,3 мм; ширина пронотума (PW) около 5 мм; длина пронотума (PL) около 4 мм. Соотношение длины тела к его наибольшей ширине у голотипа (TL/GW) 2,42. На голове два крупных выступающих оцеллия (0,40 × 0,30 мм). Основная окраска коричневая..
Все детали биологии остаются неисследованными. Питаются, предположительно, как и другие виды своего рода, микоризными грибами, листовым детритом пустынных кустарников и семенами, собранными млекопитающими. В надземных условиях живут только крылатые самцы (отличаются ярко выраженным половым диморфизмом: самки рода Arenivaga бескрылые, внешне напоминают мокриц). Вид был впервые описан в 2014 году американским энтомологом Хейди Хопкинсом (Heidi Hopkins).